# 吉村元男
吉村 元男（よしむら もとお、1937年11月6日 - ）は、日本の造園家。環境デザイナー。元鳥取環境大学環境情報学部環境デザイン学科教授、環境学者。地域ネットワーク会議代表。NPO鳥取エコタウン2020理事長。京都市出身。同じく鳥取環境大学の教授で、京大農学部出身者は、三野徹、福島義宏がいる。

## 経歴
京都市出身。1960年京都大学農学部林学科（造園学講座）卒業後、京都の造園家・井上卓之の元で修行する。1967年からAIN造園事務所で大阪万国博覧会会場計画に参加。1968年環境事業計画研究所を設立、所長となる。2000年鳥取環境大学教授。1984年、鎮守の森保存修景研究で、第11回環境賞優良賞。2000年日本公園緑地協会北村徳太郎賞受賞。2008年鳥取環境大学を定年退職。

## 主な作品等

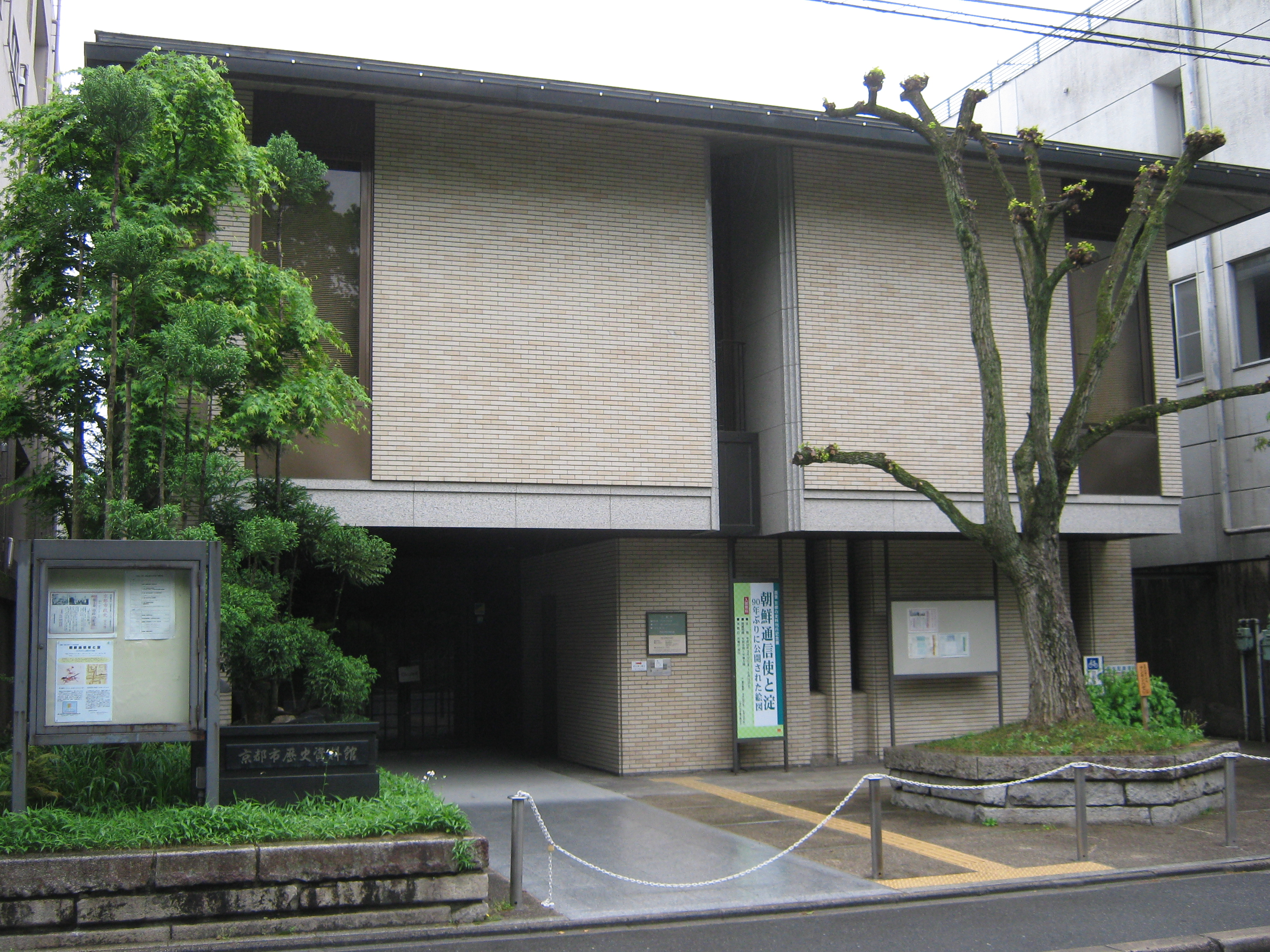
京都市歴史資料館・京都市上京区

- 徳島県文化の森総合公園（川崎清、環境・建築研究所、四国建設コンサルタント　岡田新一設計事務所らと　第6回都市公園コンクール建設省都市局長賞施設部門：公園施設「天空のとりで」1989年）
- 新梅田シティ（1992年、1994年都市景観大賞、1993年大阪市みどりの景観賞）
- 新京極六角広場ろっくんプラザ（都市景観大賞景観形成事例部門小空間レベル
- つかしん造園計画
- 芦屋浜シーサイドタウン緑道
- 谷平川整備計画
- 神戸市ハーバーランド修景運河デザイン
- 和歌山下津港親水性防波堤デザイン
- 平城ニュータウン公園緑地計画 奈良県
- エバーグリーン南港ポートタウン 大阪市
- 万博記念公園（昭和53年度日本造園学会賞設計計画作品部門受賞・万博記念公園の設計他一連の造園設計）
- 白鳥庭園「汐入の庭」（都市景観大賞入賞　名古屋市都市景観賞）
- 滋賀県陶芸の森（第15回HIROBA作品賞 1990）
- 京都市美術館収蔵庫増築造園計画・設計、京都市歴史資料館中庭
- 朽木市野外音楽堂森のシンフォニー
- 清羽亭（名古屋市）
- 京都市リサーチパーク中庭
- 大阪府民の森 (1973) 金剛生駒国定公園・生駒レクリェーションゾーン整備
- 環びわ湖保全修景公園構想
- 桂坂ニュータウン
- 梅棹忠夫邸庭園

## 著書
- 『空間の生態学』小学館 100万人の創造選書 1976
- 『都市に生きる方途 応用生態学の構想』日本放送出版協会 NHKブックス 1977
- 『クックの小屋はごみテレビ』文研出版 文研科学の読み物 1980
- 『水辺の計画と設計』芝原幸夫共著 鹿島出版会 1985
- 『都市は野生でよみがえる 花と緑の都市戦略』学芸出版社 1986
- 『エコハビタ 環境創造の都市』学芸出版社 1993
- 『ランドスケープデザイン 野生のコスモロジーと共生する風景の創造』鹿島出版会 1995
- 『風景のコスモロジー』鹿島出版会 SD選書 1997
- 『地域発・ゼロエミッション 廃棄物ゼロの循環型まちづくり』学芸出版社 2000
- 『森が都市を変える 野生のランドスケープデザイン』学芸出版社 2004
- 『地域油田 環節都市が開く未来』鹿島出版会 2009
- 『吉村元男の「景」と「いのちの詩」』京都通信社 シリーズ人と風と景と 2013

## その他
- 梅田スカイビルを建築した積水ハウスは2013年6月17日に、建築家の安藤忠雄の発案で、同ビル内に高さ9メートル、長さ78メートルに亘って約50種の草木を植樹する内容の「緑の壁」計画を発表した[2]。ビル緑化の取り組みの一つとされていたが、ビルの庭園の設計を担当した吉村は、当該計画は庭園のデザインの統一性を損ね、かつ著作権を侵害しているとして、同月19日に同社に対し、工事中止を求める仮処分を大阪地裁に申請した[3]。